# Gerard David
Gerard David (Oudewater, c. 1460 - 13 d'agost de 1523) va ser un pintor primitiu flamenc conegut pel seu brillant ús del color.

## Biografia
Va nàixer a Oudewater, avui dia pertanyent a la Província d'Utrecht. Va passar l'etapa de maduresa de la seua carrera a Bruges, on va ser membre del gremi de pintors. Després de la mort de Hans Memling l'any 1494, David esdevingué el principal pintor de Bruges quan el va substituir i heretar part de la seva clientela. Aquest fet ha permès observar en les obres de David i algun contemporani, la recuperació dels models establerts per Memling i per les primeres generacions dels grans pintors flamencs.
Aquesta semblança av facilitar l'acceptació de David en la ciutat de Bruges, de llarga tradició pictòrica.
Els ambients intimistes de David evoquen un món de quietud i espiritualitat, de devoció privada. Gerard David combina l'atracció per la figura humana amb una percepció intensa de la natura. En el seu Baptisme de Crist del museu Groeninge de Bruges la crítica especialitzada arriba a afirmar que el tema és tant el paisatge com el mateix baptisme.
Havia estat completament oblidat quan a principis de la dècada del 1860 va ser rescatat de l'oblit per William Henry James Weale, les investigacions del qual als arxius de Bruges van traure a la llum els principals fets de la vida del pintor i van fer possible la reconstrucció de la seua personalitat artística, començant pel reconeixement de la seua única obra documentada, la Verge entre verges, a Rouen. Avui dia hi ha evidència documental dels fets següents: que David va arribar a Bruges l'any 1483, presumiblement des de Haarlem, on havia format el seu estil inicial sota la tutela d'Albert van Oudewater; que va ingressar al gremi de sant Lluc de Bruges l'any 1484 i n'esdevingué degà el 1501; que el 1496 es va casar Cornelia Cnoop, filla del degà del gremi d'orfebres; que va ser un dels principals ciutadans de Bruges i que va morir el 13 d'agost de 1523 i va ser enterrat a l'Església de Nostra Senyora de Bruges.

## Obra

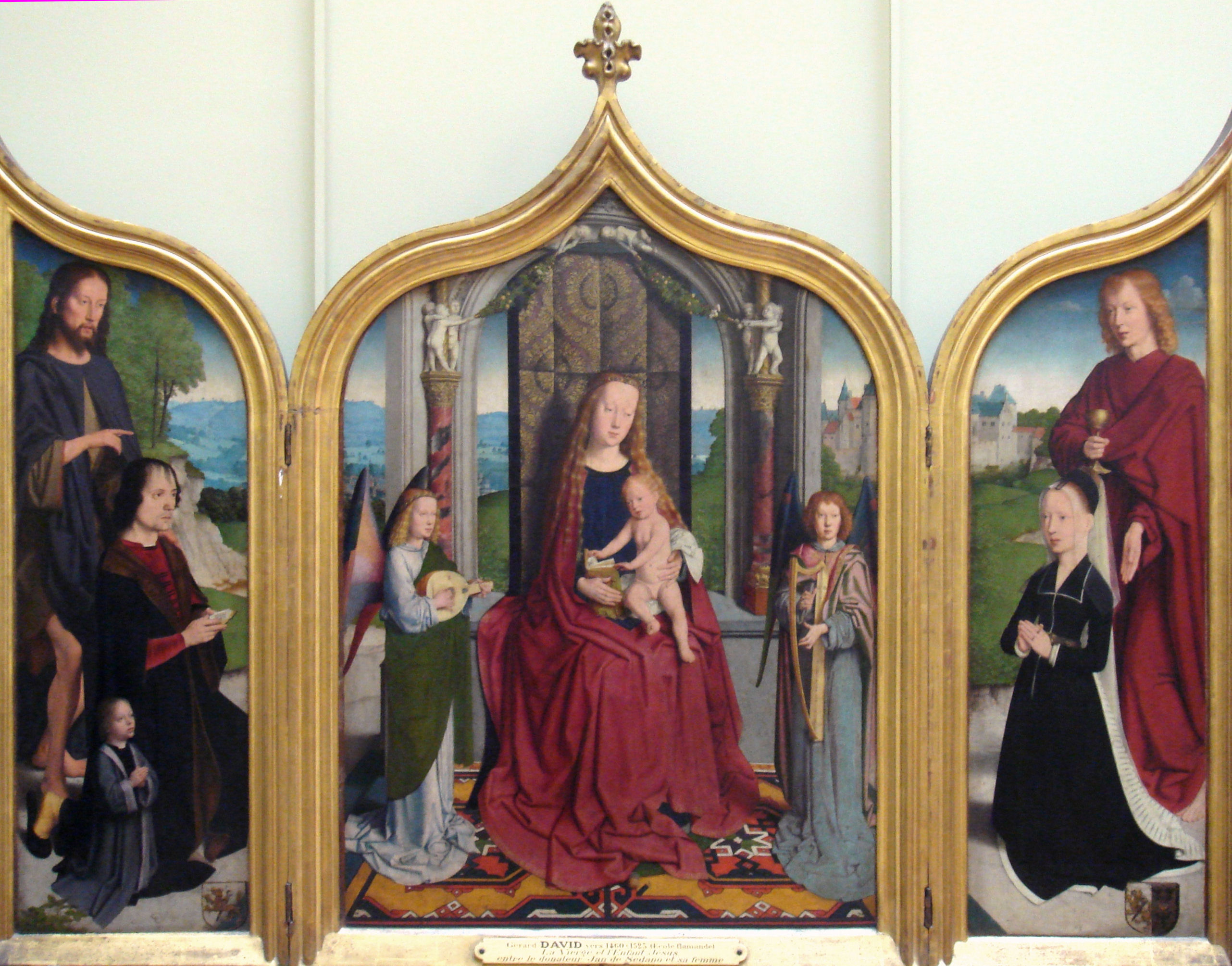
Tríptic de la família Sedano, 1523. Museu del Louvre

(Nota: Moltes localitzacions de les obres són de 1911, i poden no correspondre a la situació actual)
En una primera etapa, David va ser un imitador dels artistes de Haarlem, com ara Dirck Bouts, Albert van Oudewater i Geertgen tot Sint Jans, tot i que ja havia deixat constància de la seua superioritat en l'ús del color. A aquest període inicial pertany el Sant Joan de la col·lecció Kaufmann de Berlín i el Sant Jeroni de Saltings. A Bruges va estudiar i va copiar les obres mestres dels Van Eyck, de Roger van der Weyden i d'Hugo van der Goes. Ací es va deixar influir principalment per Memling, l'obra del qual esdevingué la seua guia. D'ell, David va adquirir la solemnitat en el tractament dels temes, un gran realisme en el dibuix de la forma humana i una organitzada disposició de les figures.
Posteriorment es va veure influït per un altre mestre: arran de la seua visita a Anvers l'any 1515, es va quedar impressionat amb l'obra de Quentin Matsys, qui havia introduït una gran vitalitat i intimitat en la concepció dels temes sagrats. La Pietat de David de la National Gallery de Londres i el Davallament de la Creu de la col·lecció Cavallo de París (Guildhall, 1906), van ser executades sota aquesta influència i destaquen pel seu sentit del moviment dramàtic. Però les obres sobre les que s'ha bastit la fama de David són els grans retaules que va pintar abans de la seua visita a Anvers: les Esposalles de Santa Caterina, a la National Gallery de Londres; el tríptic de la Mare de Déu entronitzada amb sants de la col·lecció Brignole-Sale de Gènova; l'Anunciació de la col·lecció Sigmaringen i, per damunt de totes elles, la Mare de Déu amb àngels i sants que va pintar gratuïtament per a les Carmelites de Mont Sion de Bruges, i que avui dia es troba al Museu de Rouen.
Només una petita part de les seues obres ha romàs a Bruges: El judici de Cambises, L'escorxament de Sisamnes i el Bateig de Crist al museu de la ciutat, i la Transfiguració a l'església de Nostra Senyora. La resta de la seua obra es troba dispersa arreu del món, i això potser és degut a l'oblit en què va caure el seu nom i al fet que, tot i la bellesa i espiritualitat de la seua obra, realment no va afegir cap innovació notable a l'evolució de l'art pictòric. No obstant això, el seu rang entre els grans mestres va ser restablert arran de l'exposició de primitius flamencs que va tenir lloc a Bruges l'any 1902, i que va reunir una part considerable de les seues obres.
També va treballar en estreta col·laboració amb els més importants miniaturistes de l'època, i sembla que va ser contractat per fer importants miniatures en solitari, entre elles una Verge entre verges, que es troba a la Biblioteca Morgan i un retrat de l'emperador Maximilià, a Viena. Alguns dels seus dibuixos han sobreviscut, i elements d'aquests apareixen en obres d'altres pintors i miniaturistes posteriors en dècades a la seua mort.

## Influència
A la mort de David, la glòria de Bruges i dels seus pintors es trobava ja en declivi: Anvers s'havia col·locat com a ciutat capdavantera tant des del punt de vista artístic, com comercial i polític. Entre els deixebles de David a Bruges, només Isenbrant, A. Cornelis i Ambrosius Benson van assolir certa importància. Entre altres pintors flamencs, Joachim Patinir i Jan Mabuse van ser influïts en cert grau per David.
Eberhard Freiherr von Bodenhausen va publicar l'any 1905 una àmplia monografia sobre Gerard David i la seua escola (Múnic, F. Bruckmann), acompanyada d'un catàleg comentat de les seues obres, que després d'un acurat anàlisi es redueix a un total de quaranta-tres pintures.

## Galeria

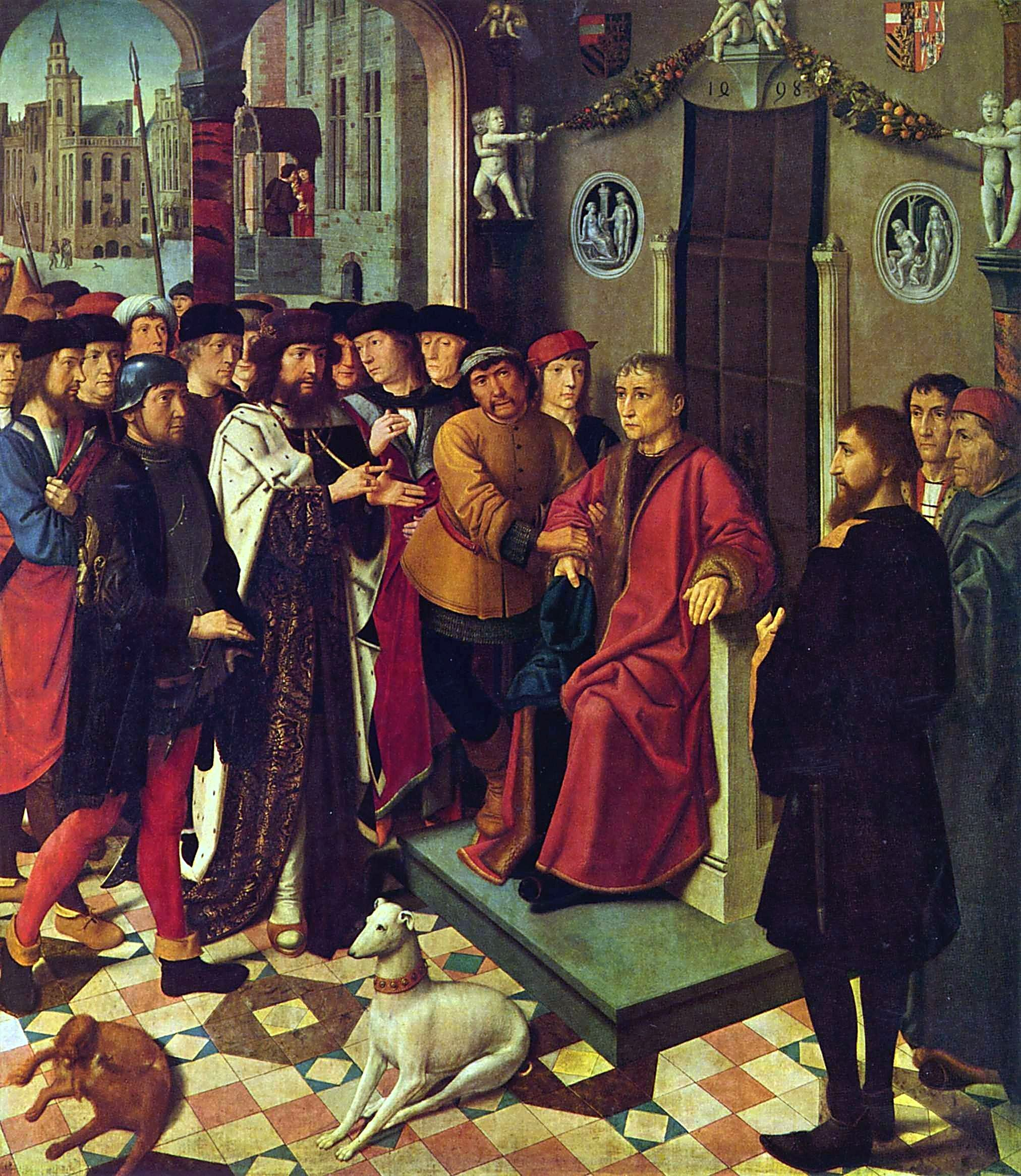
El rei Cambises i el jutge Sisamnes; detall: la captura del jutge prevaricador, 1498, Museu Communal, Bruges
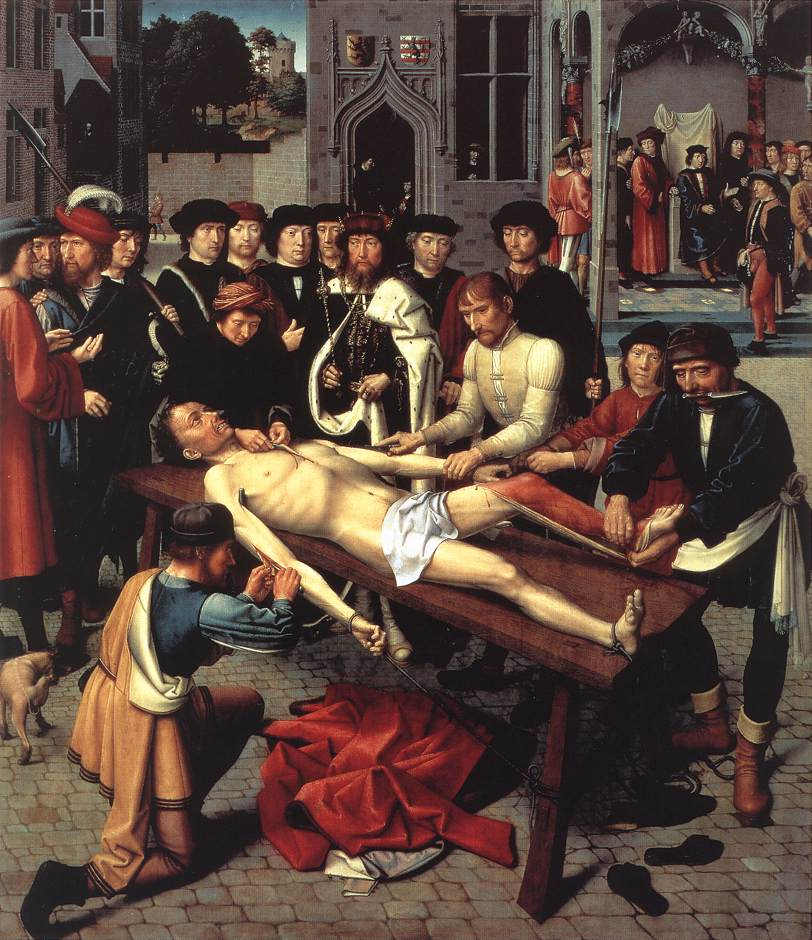
El rei Cambises i el jutge Sisamnes; detalle: l'escorxament de Sisamnes, 1498, Museu Communal, Bruges
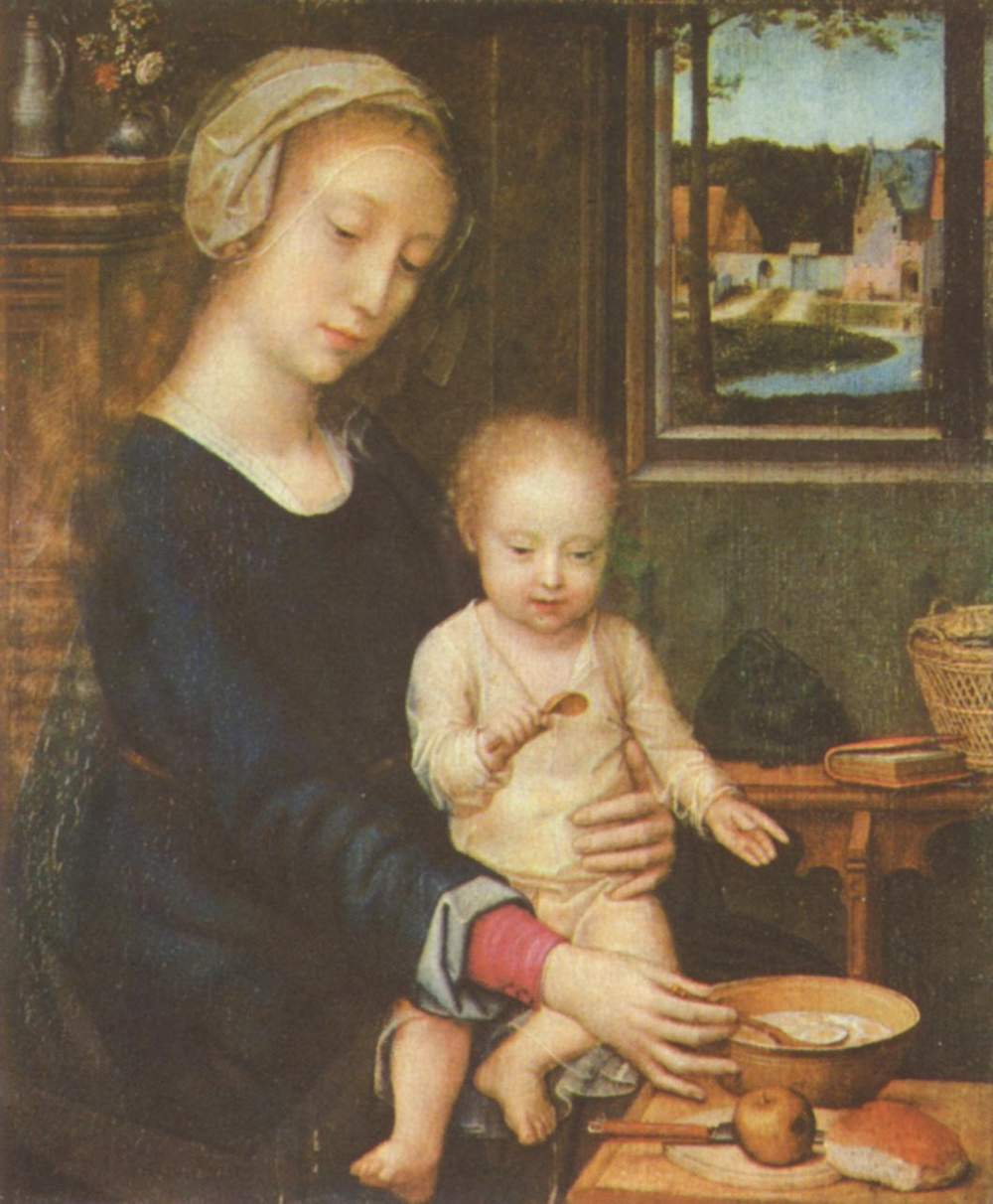
La Mare de Déu amb l'Infant, donant-li farinetes, h. 1500-1510, Musée Royaux des Beaux-Arts, Brussel·les
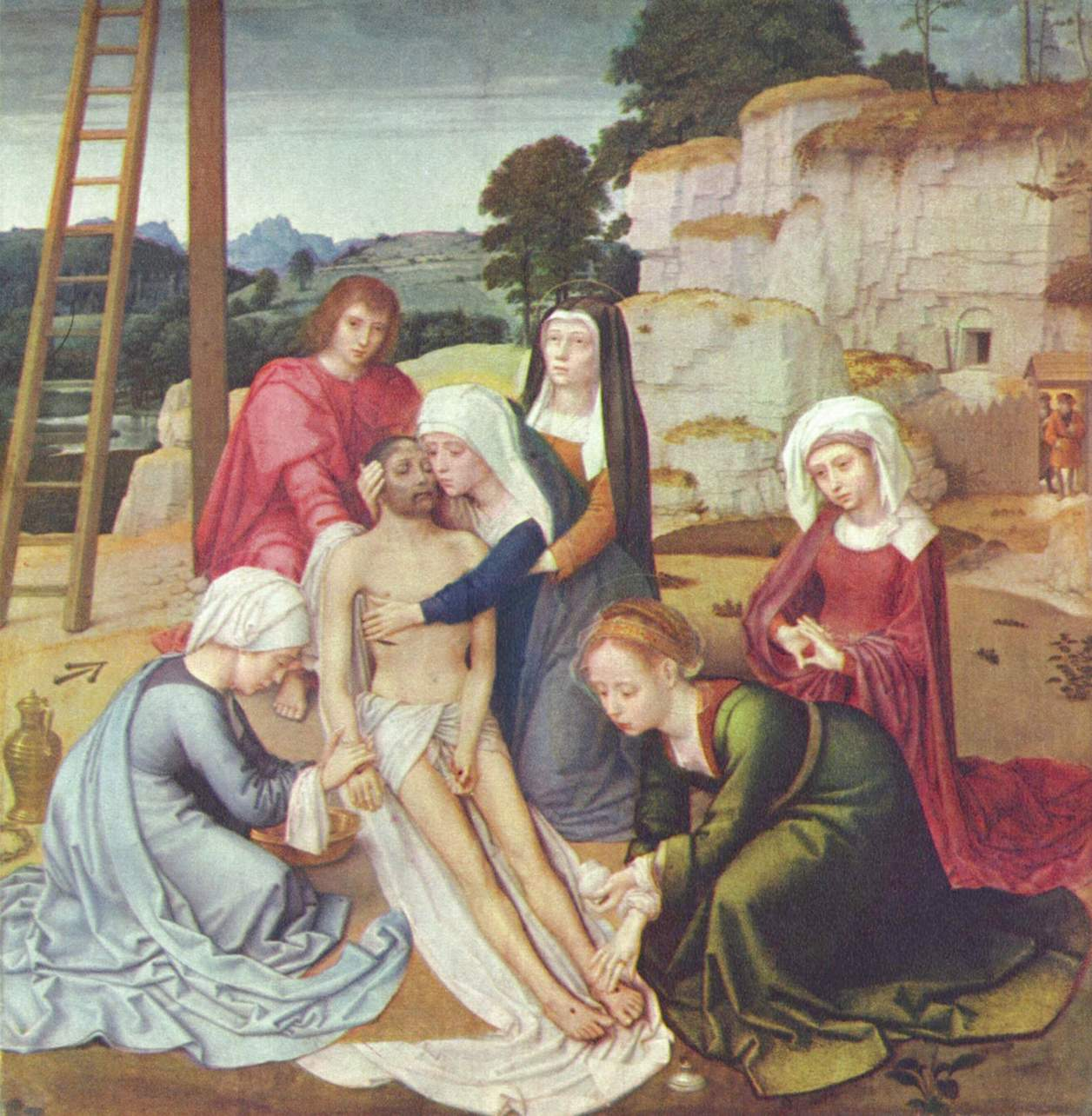
Davallament de la Creu, h. 1500-1510, National Gallery de Londres
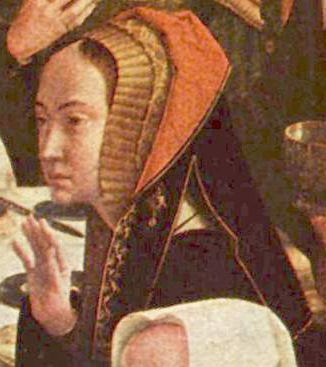
Noces de Canà (detall), h. 1500-1510, Museu del Louvre, París
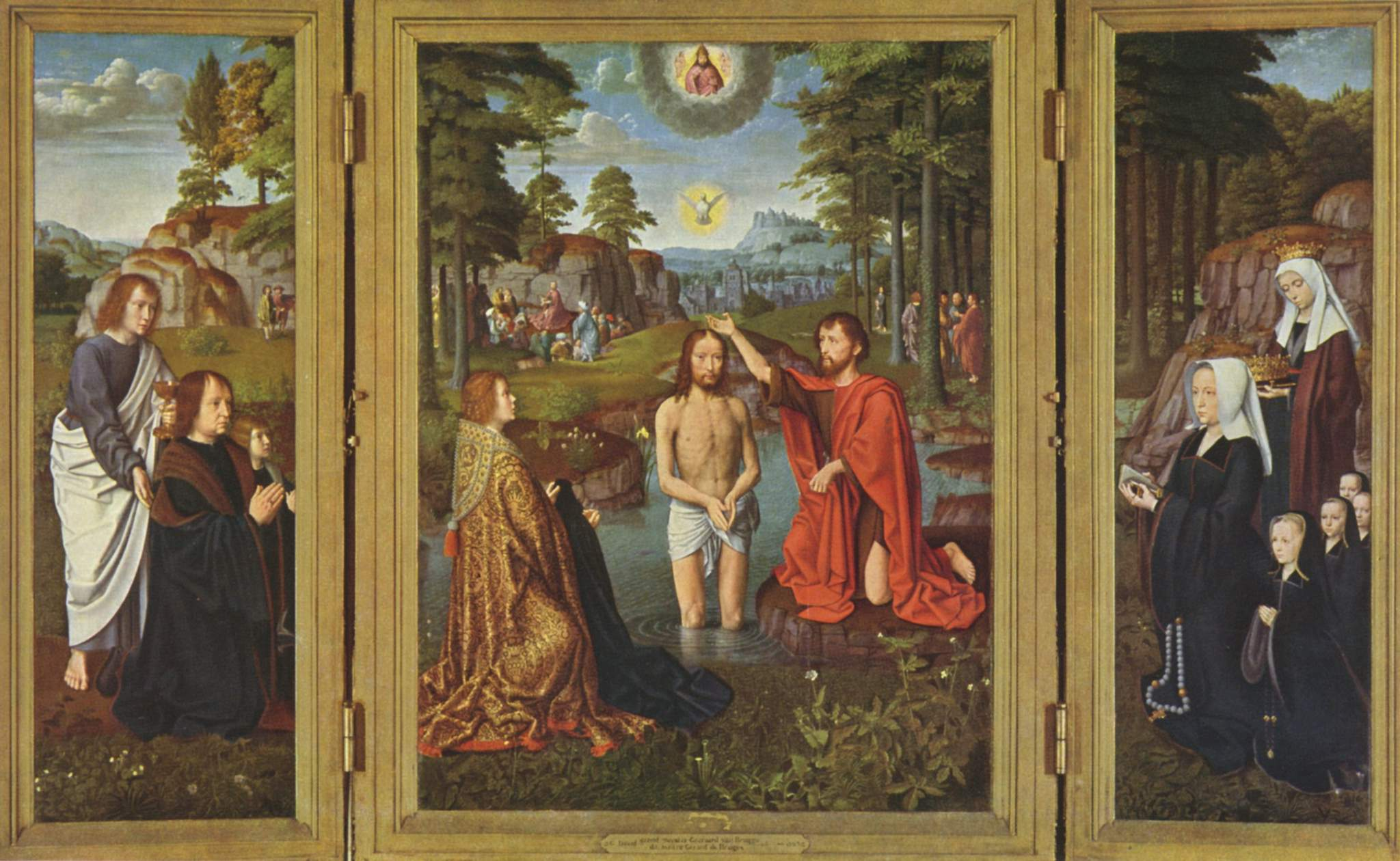
Retaule del Bateig de Crist, 1502-1508, Museu Communal, Bruges
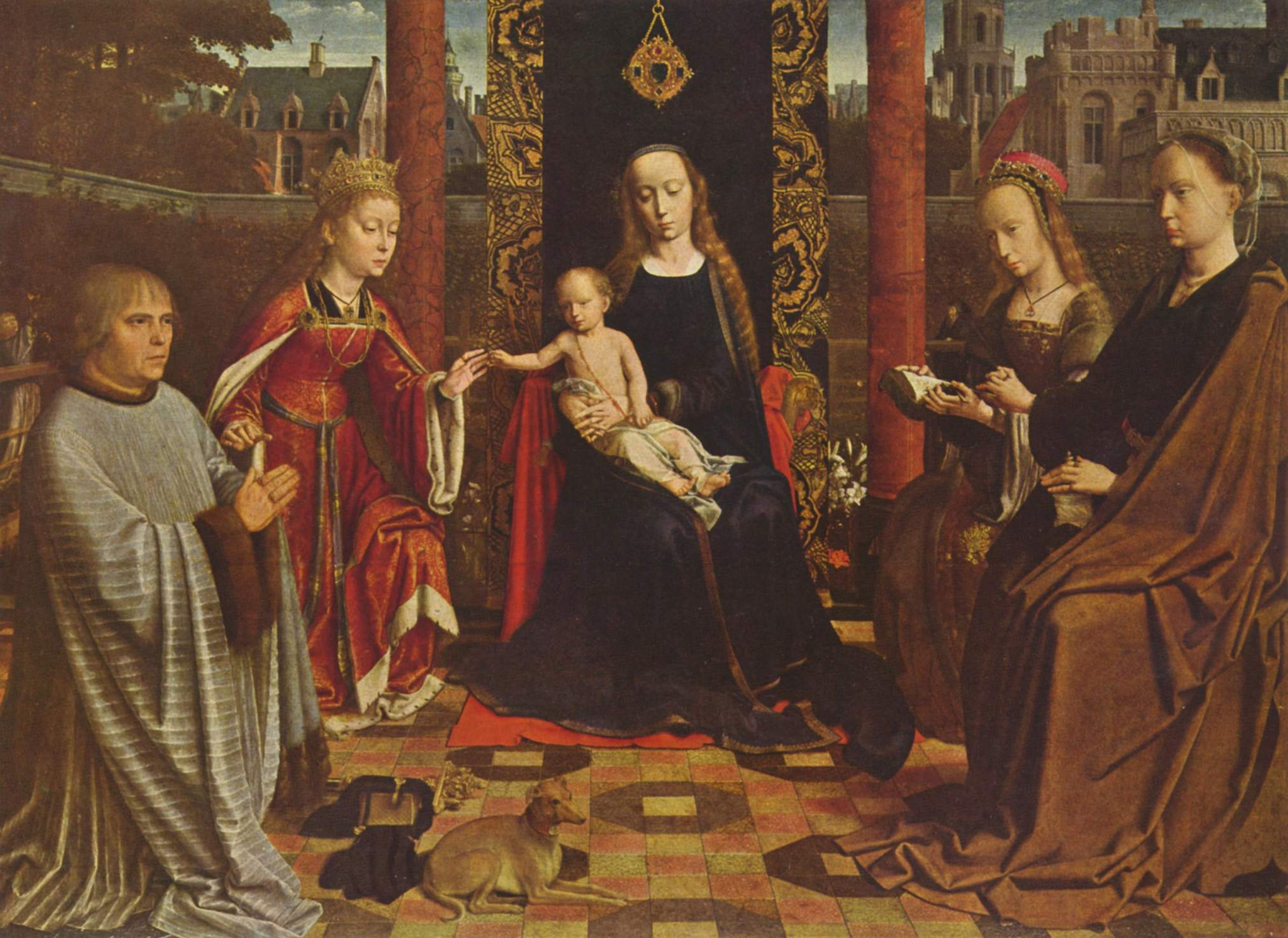
Les esposalles místiques de Santa Caterina, 1505-1510, National Gallery de Londres
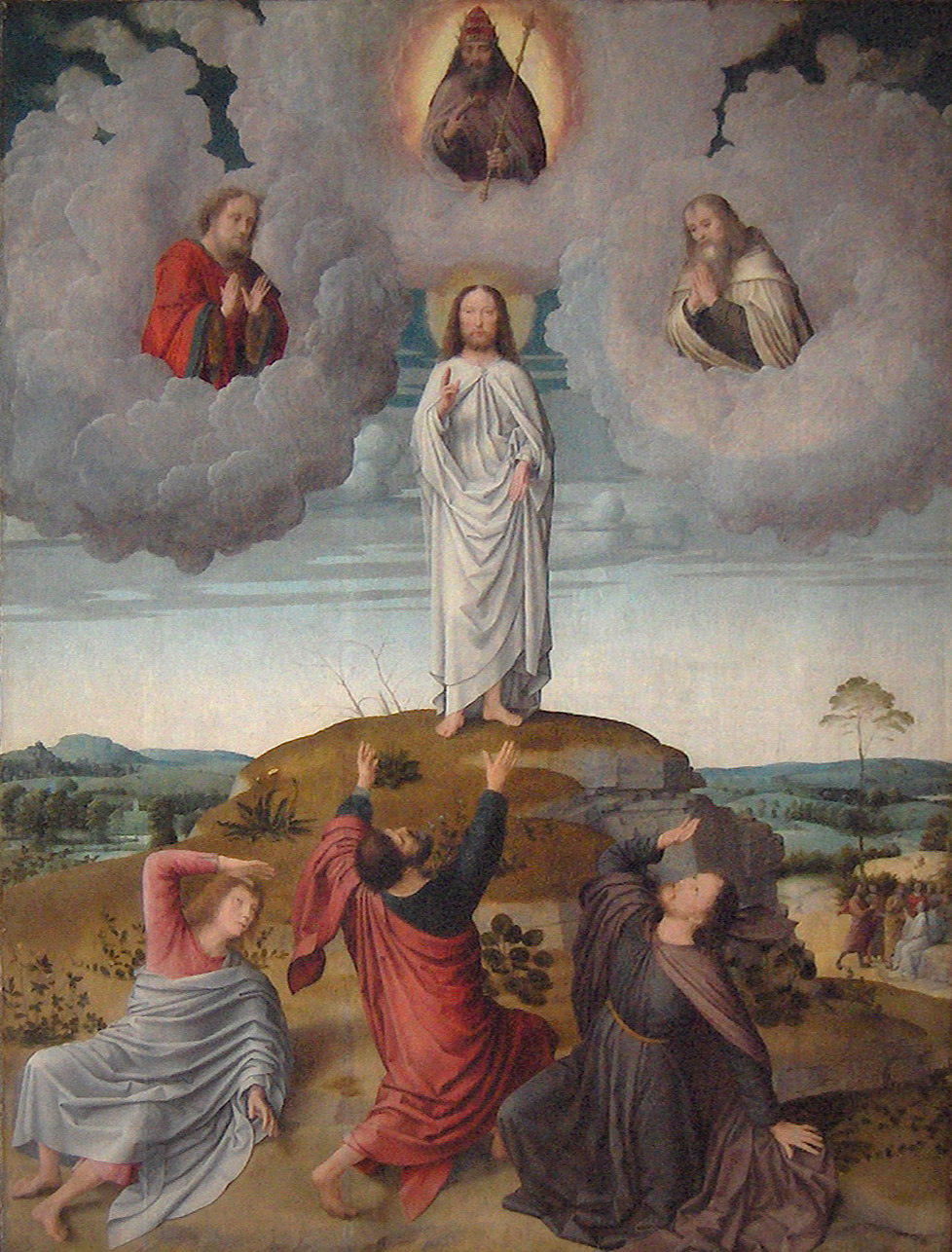
Transfiguració, església de Nostra Senyora, Bruges
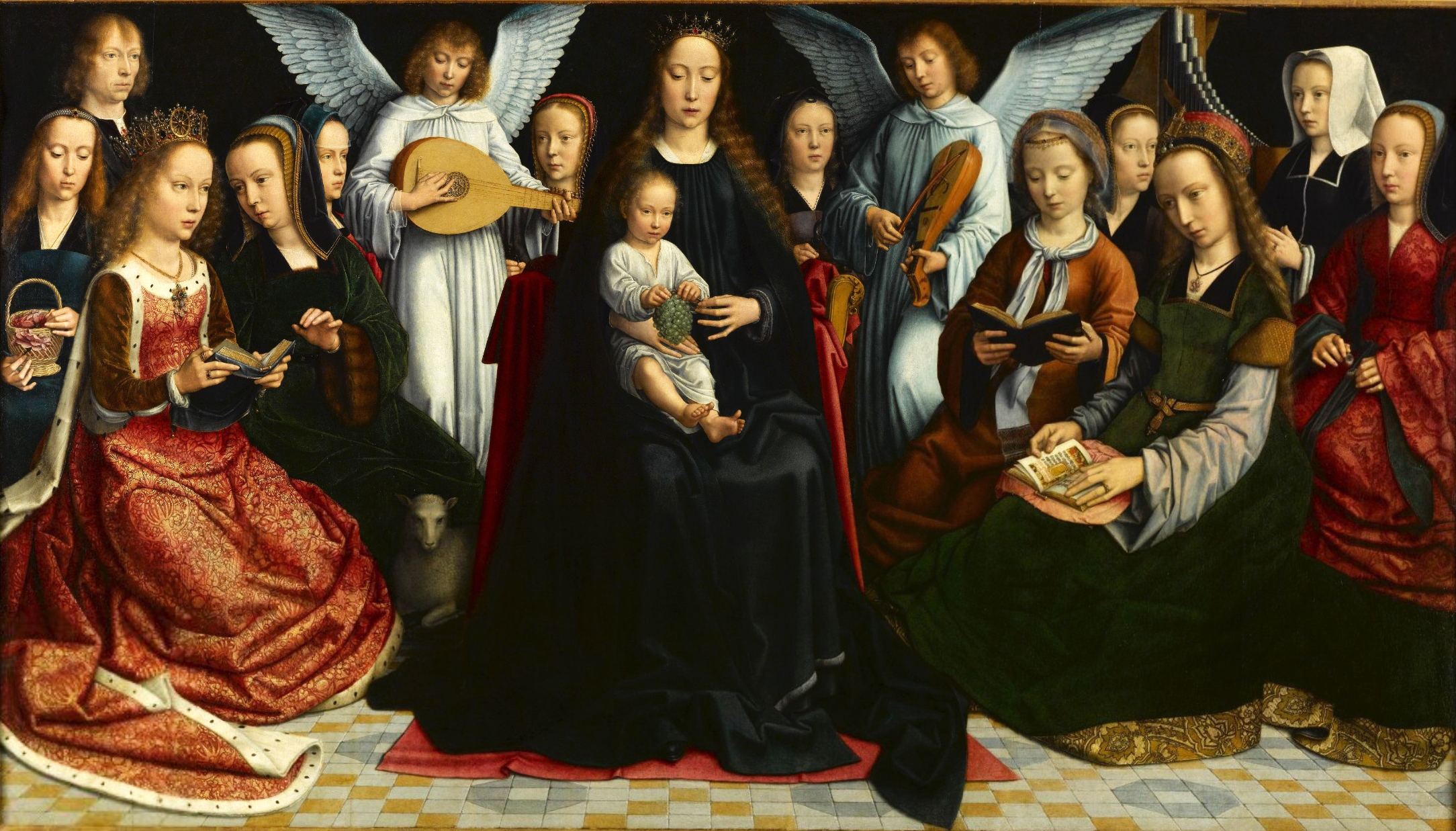
Verge entre verges (1509) amb un autoretrat del pintor en el cantó superior esquerre, Museu de Belles Arts de Rouen